# Sarah Pavan
Sarah Lindsey Pavan (Kitchener, 16 de agosto de 1986) é uma voleibolista canadense. Atualmente, defende o Canadá jogando voleibol de praia.
Jogando no voleibol de quadra, conquistou diversos títulos durante seus anos defendendo a equipe da Universidade de Nebraska, onde graduou-se em Bioquímica em 2008.
Atuou pelas equipes Zoppas Conegliano e Villa Cortese, da Itália, e Expressway Zenith, da Coreia do Sul.
Chegou ao Brasil em setembro de 2012 contratada pelo Rio de Janeiro Vôlei Clube.

## Primeiros anos
No Ensino Médio, Sarah era membro da equipe do programa nacional canadense. Ela foi nomeada no Campeonato NORCECA de 2002, incluindo uma performance de "24-kill" contra a equipe dos EUA Nacional juvenil. Quando Sarah tinha 16 anos, ela fez sua estréia na equipe Sênior Nacional no World Grand Prix 2003, na Itália. Sarah também estrelou para os canadenses no torneio Olímpico NORCECA de qualificação em dezembro de 2003, levando o Canadá para as semifinais. Ela foi dominante no campeonato NORCECA, liderando o campeonato com 100 pontos de ritmo no Canadá para terminar em quarto. Sarah também jogou pelo seu pai, Paulo Pavan, no instituto Floresta Heights Collegiate, levando sua equipe a três campeonatos provinciais (2002-04), quatro títulos regionais e títulos municipais (2001-04). Sarah também jogou para os Tigres de Waterloo, que também foi comandada por seu pai .
Mesmo que os jogadores do Canadá não sejam normalmente incluídos no Prepvolleyball.com 's anual 100 "Sênior Aces" da lista, Pavan foi um caso especial, porque ela foi recrutada por um número de universidades americanas, como Stanford, Penn State, e Minnesota . Ela foi número 1 na lista, confirmando que ela era o reforço topo consenso para a classe de 2004.
nebraska.

## Carreira profissional
Assinou um contrato para jogar profissionalmente em Conegliano, Itália na equipe "Volley Spes Conegliano" pelo Campeonato Nacional em 2008. Em 2010 assinou contrato com a equipe coreana " Expressway Zenith " e por la ficou ate 2011.
Pavan retornou a Itália, jogando a temporada de 2011–12 pela equipe de Villa Cortese, sendo considerada a maior pontuadora da competição em um quarto lugar. Assinou contrato para jogar a temporada 2012–13 na equipe Unilever/Sky, do Rio de Janeiro. Foi consagrada campeã com o time na Superliga e renovou contrato com a equipe para a temporada 2013–2014. Após o termino de temporada, Sarah passou a defender seu país no voleibol de praia.

## Clubes
- Zoppas Industries Conegliano (2008–2010)
- Korea Expressway Zenith  (2010–2011)
- MC-Carnaghi Villa Cortese (2011–2012)
- Rio de Janeiro Vôlei Clube (2012/2013)
- Rio de Janeiro Vôlei Clube (2013/2014)

## Prémios

### Individuais
- 2011 Pan-American Cup "Melhor marcadora"
- 2011 Campeonato NORCECA "Melhor marcadora"
- 2011–12 CEV Champions League "Melhor ponteira"
- 2012 Jogos de verão NORCECA "Melhor marcadora"
- 2012/13 Surpeliga feminina troféu Viva Vôlei "melhor jogadora em quadra de uma partida"

#### Escola Secundária
- 2002 NORCECA Jogadora Mais Valiosa
- 2003 Waterloo County All Star (basquete)
- 2003 Waterloo County Jogadora Mais Valiosa
- 2004 Voleibol Magazine "top 50"
- 2004 Prepvolleyball.com "Ace Sênior" top
- 2004 Waterloo County Jogadora Mais Valiosa
- 2004 Waterloo County All Star (basquete)
- 2004 Primeiros Honors equipe (basquete)

#### Colégio
- Quatro vezes AVCA Time All-American (2004-5 de junho de 2007)
- Quatro vezes AVCA Time All-Região Central (2004-5 de junho de 2007)
- Team Quatro vezes All-Primeiro Big 12 (2004-5 de junho de 2007)
- Quatro vezes NCAA Regional Equipe do Torneio (2004-5 de junho de 2007)
- Três vezes 12 grande Jogadora do Ano (2005/06/07)
- Duas vezes ESPN The Magazine All-desportivo Academic All-American do Ano (2006-07, 2007-08)
- Duas vezes 12 grande Atleta Feminina do Ano (2007-08)
- Duas vezes Vôlei Player pela revista Nacional do Ano (2006-07)
- Duas vezes NCAA Championships do Torneio (2005-06)

- 2004 AVCA Freshman Nacional do Ano
- 2004 AVCA Freshman Região Central do Ano
- Ameritas Jogadores Desafio e Nebraska Invitational MVP
- 2004 Big 12 Calouro do Ano
- 2004 AVCA Jogadora da Semana Nacional (29 de novembro)
- 2006-07 Honda-Broderick Cup Winner
- 2006 Prêmio Honda para Voleibol
- 2006 AVCA Jogador Nacional do Ano
- 2006 ESPN a Revista Acadêmica All-americano do ano (4,00 GPA em Bioquímica)
- 2006 NCAA Championship melhor jogador
- 2007-08 hoje Vencedor VIII Topo
- 2007 AVCA Jogadora da Semana Nacional (27 de agosto)
- 2008 Time Arthur Ashe Jr. prêmio Scholar
- 2008 da Universidade de Nebraska Atleta Estudante Feminina do Ano
- 2008 Nebraska chanceler Scholar